# Il primo appuntamento di Riley
Il primo appuntamento di Riley (Riley's First Date?)  è un cortometraggio animato statunitense del 2015 diretto da Josh Cooley.
Prodotto dalla Pixar Animation Studios e pubblicato nel 2015, nasce come opera derivata di Inside Out e racconta le reazioni di Riley e dei suoi genitori quando questa deve uscire con un ragazzo di nome Jordan.

## Trama
Riley è a casa con i suoi genitori quando Jordan, un suo compagno di scuola (che compare nella parte finale del film), si presenta a casa sua per chiederle di andare a pattinare. I genitori pensano che si tratti del primo appuntamento di Riley e mentre Jill, la mamma, parla con Riley, il padre Bill cerca di scoprire le intenzioni del giovane.